# 日講

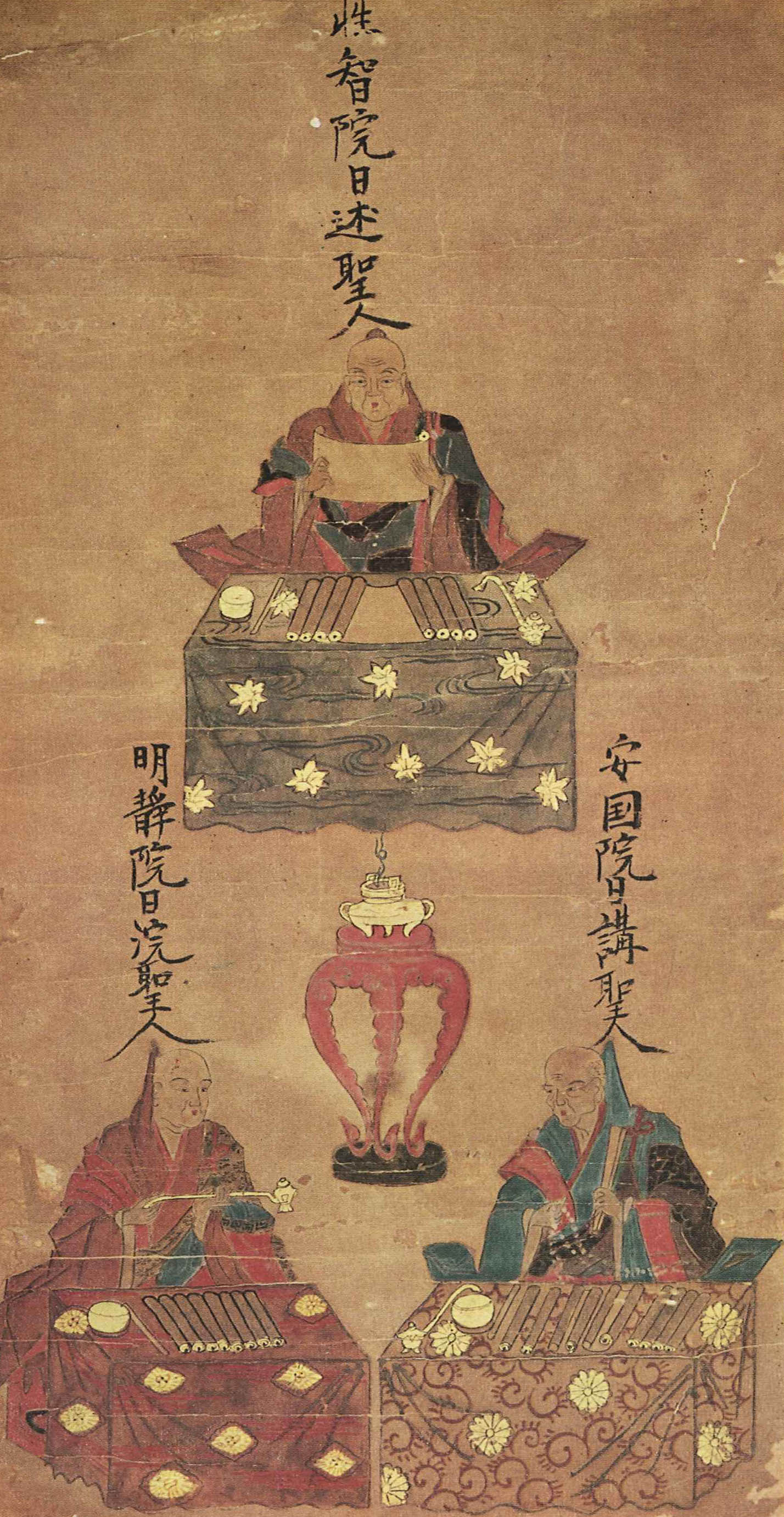
日述・日講・日浣　肖像　妙覚寺蔵

日講（にちこう、1626年4月23日（寛永3年3月27日） - 1698年4月20日（元禄11年3月10日））は、江戸時代の日蓮宗の僧。山城国の出身。号は安国院。幼名は寅一丸、字は恵雄。

## 略歴
京都の武士・欲賀八右衛門の子。1636年（寛永13年）妙覚寺・日習を師として法を学んだ。1645年（正保2年）飯高檀林や中村檀林で学識を深めた。1661年（寛文元年）野呂檀林の講師となる。1665年（寛文5年）日蓮宗の寺院に対し、幕府からの朱印地は国主が寺院に対し、供養したものと認める手形の提出を命じたが、不受不施派はこれを拒否した。日講はこの政策に「守正護国章」を呈上して幕府を非難している。1666年（寛文6年）幕府はさらに地子・寺領だけでなく、飲み水や行路にいたるすべてが国主の供養である旨の手形の提出を命じたが、日講はこれも拒否した。この結果、日講は日向佐土原藩に流罪となったが、藩主島津忠高の帰依を受け、この地に布教している。日講の著書「録内啓蒙」はこの時に書かれたものである。また、流罪となって没するまでの32年間の日記「説黙日課」を残した。1682年（天和2年）不受不施派内の論争は、不受不施派を導師派と不導師派に二分し、不導師派の日講の系統は不受不施日蓮講門宗となる。

## 墓所
僧日講遺跡（宮崎県指定史跡）宮崎県宮崎市佐土原町上田島今坂